# Goelnaz Chatoentseva
Goelnaz Edoeardovna Chatoentseva (Russisch: Гульназ Эдуардовна Хатунцева) (geboren als Badikova, Бадикова) (Chekmagush, Basjkirostan, 21 april 1994) is een Russisch voormalig wielrenster die actief was op de baan en weg.

## Carrière
Al op jonge leeftijd bij de beloften reed Chatoentseva naar de medailles op de Europese kampioenschappen baanwielrennen. Bij de elite won ze in 2013 brons op de ploegenachtervolging die ze samen reed met Irina Molitsjeva, Evgenija Moedraja en Maria Savitskaja. In 2015 maakte Chatoentseva onderdeel uit van de ploeg die naar zilver reed op de EK van dat jaar. Vanaf 2014 tot en met 2019 nam ze deel aan de Wereldkampioenschappen baanwielrennen waar ze geen medailles wist te winnen. Haar beste resultaat was een vierde plaats bij de puntenkoers in 2018. In 2019 nam ze deel aan de Europese Spelen die dat jaar plaatsvonden in Minsk. Bij haar zesde deelname aan de EK in 2021 won ze haar eerste gouden medaille. Dit was bij de puntenkoers waar Shari Bossuyt en Lonneke Uneken naast haar op het podium stonden. Enkele maanden eerder nam ze voor het eerst deel aan de Olympische Spelen namens het Russisch Olympisch Comité. Bij de koppelkoers werd ze derde samen met Maria Novolodskaja.
Tijdens haar carrière was Chatoentseva ook actief op de weg. Ze reed bij de profploegen Cogeas-Mettler in de jaren 2018, 2019, 2021 en 2022 en bij het Chinese Li Ning Star Ladies in 2023. Op de weg wist ze geen individuele overwinningen te behalen.

## Palmares
| Jaar        | RK                                                           | EK                                                    | WK                                      | Overige                                                  |
| Als belofte | Als belofte                                                  | Als belofte                                           | Als belofte                             | Als belofte                                              |
| ----------- | ------------------------------------------------------------ | ----------------------------------------------------- | --------------------------------------- | -------------------------------------------------------- |
| 2013        |                                                              | ploegenachtervolging · 7e puntenkoers                 |                                         |                                                          |
| 2014        |                                                              | ploegenachtervolging · 8e puntenkoers                 |                                         |                                                          |
| 2015        |                                                              | puntenkoers · ploegenachtervolging · 9e achtervolging |                                         |                                                          |
| 2016        |                                                              | 6e puntenkoers                                        |                                         |                                                          |
| Als elite   |                                                              |                                                       |                                         |                                                          |
| 2013        |                                                              | ploegenachtervolging                                  |                                         |                                                          |
| 2014        |                                                              |                                                       | 7e ploegenachtervolging                 |                                                          |
| 2015        |                                                              | ploegenachtervolging                                  | 9e ploegenachtervolging                 |                                                          |
| 2016        | omnium                                                       |                                                       | 8e puntenkoers 12e ploegenachtervolging |                                                          |
| 2017        | achtervolging · 4e koppelkoers · 8e omnium · 10e puntenkoers | puntenkoers · 5e ploegenachtervolging                 | 8e puntenkoers 12e ploegenachtervolging |                                                          |
| 2018        | koppelkoers · omnium                                         | koppelkoers · puntenkoers · 7e ploegenachtervolging   | 4e puntenkoers 11e ploegenachtervolging |                                                          |
| 2019        |                                                              |                                                       | 4e puntenkoers 6e koppelkoers           | Europese Spelen: 7e ploegenachtervolging 10e puntenkoers |
| 2020        | koppelkoers · puntenkoers                                    |                                                       |                                         |                                                          |
| 2021        | omnium · puntenkoers · koppelkoers · scratch                 | puntenkoers · 11e omnium                              |                                         | Olympische Spelen: · koppelkoers                         |

### Resultaten in voornaamste wedstrijden
| Jaar | Gent-Wevelgem | Luik-Bast.‑Luik | Trofeo Alfredo Binda | Dwars door Vlaanderen | Waalse Pijl |
| ---- | ------------- | --------------- | -------------------- | --------------------- | ----------- |
| 2019 |               | opgave          |                      |                       | opgave      |
| 2020 |               |                 |                      |                       |             |
| 2021 |               |                 | opgave               |                       |             |
| 2022 | opgave        |                 |                      | 78e                   |             |

## Ploegen
- 2018 –  Cogeas-Mettler
- 2019 –  Cogeas-Mettler
- 2021 –  Cogeas-Mettler
- 2022 –  Roland Cogeas Edelweiss Squad
- 2023 –  Li Ning Star Ladies